# Pancratista
Pancratista (en grec antic παγκρατιασταὶ) era el nom que portaven els practicants del pancraci.
Els pancratistes lluitaven despullats amb els cossos coberts d'arena per a facilitar la presa per part del contrari, i no protegien les mans, que deixaven lliures; les dents no es podien utilitzar excepte en algus tipus de competició que no tenia regles estrictes.
Els dos lluitadors a l'inici, posaven els braços estirats per trobar la millor posició per subjectar l'altre, i buscaven situacions avantatjoses, com ara que el sol li anés de cara a l'oponent, o altres situacions que el fessin desistir de lluitar. L'inici només era per mesurar les forces i les capacitats del contrari, però s'havien donat casos on un dels dos combatents, veient la preparació i l'habilitat de l'altre, renunciava en aquell moment a la lluita. Seguia la lluita a cops de puny o cos a cos, aplicant les claus de lluita, segons conveniència de cada u. L'ús de les dents i els cop de cap normalment estaven prohibits i es consideraven contraris al reglament. El combat acabava amb la mort d'un dels lluitadors o quan un dels dos aixecava un dit i deia que no podia seguir, pel dolor o pel cansament.
Normalment un dels combatents amb algun tipus de clau feia caure al seu contrincant i llavors començava una lluita a terra que seguia fins que un es rendia, o, com va passar a la 54 Olimpíada (564 aC) on Arraquió de Figala, que tanmateix va ser declarat vencedor, moria estrangulat. De vegades un lluitador queia d'esquena a propòsit, per evitar les claus de l'altre. Com que aquestes lluites se celebraven en els grans festivals on hi anava molta gent, les claus i les tècniques dels lluitadors aviat eren conegudes per altres lluitadors, que les utilitzaven.
Alguns lluitadors famosos van ser: Aristòclides d'Egina, Dorieu de Rodes, Dromeu de Mantinea, que es va emportar la victòria sense lluitar, Ligdamis de Siracusa i Pitees d'Egina.